# Varinha mágica (eletrodoméstico)

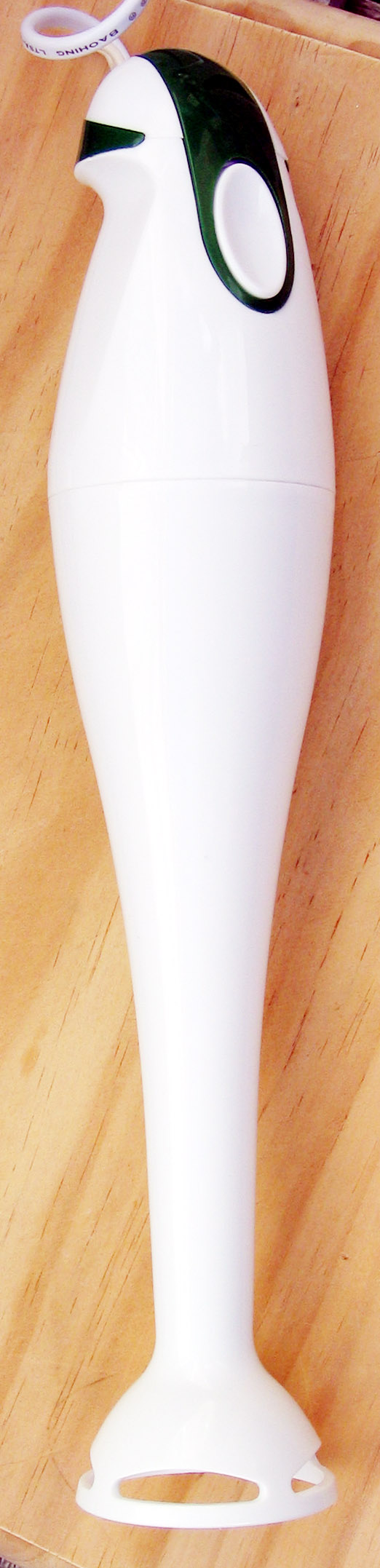
Varinha mágica.

A varinha mágica (português europeu) ou mixer (português brasileiro) é um utensílio culinário eléctrico que serve para moer alimentos.
Tem uma função semelhante à do liquidificador. O seu funcionamento é muito simples, sendo que possui um pequeno motor elétrico que faz girar suas lâminas de aço, fazendo com que os alimentos que estão em contato com a base sejam triturados. É especialmente indicada para fazer sopas, sorvetes, e molhos, entre outros, e é também de limpeza e utilização simples. Atualmente, já existem mixers/varinhas mágicas sem fio, tendo autonomia entre 10/20 minutos.
A varinha mágica/mixer é utilizada na cozinha profissional europeia desde a década de 1960, e adaptada para uso doméstico no mercado norte-americano na década de 1980.

## Diferenças entre Mixer, batedeira e liquidificador
Embora de funções semelhantes, mixer, batedeira e liquidificador não são utensílios iguais.

### Mixer
Embora muito parecido com o liquidificador, o mixer é bem mais adequado para tarefas que envolvam a aeragem, ou seja, o aumento do volume das misturas por meio da incorporação de ar, como milk shakes e outras bebidas leves, purês, mousses, etc. Embora sejam bastante úteis para mexer ou misturar massas, molhos e pudins, eles não servem para tarefas mais brutas, como triturar gelo ou alimentos mais duros (cenouras, por exemplo). Nesse caso, é melhor optar pelo liquidificador tradicional

### Liquidificador
O liquidificador, como o próprio nome diz, liquidifica alimentos sólidos. Como possui lâminas, ele é ideal para picar, triturar, fazer sucos, caldos e massas úmidas ou que não exijam textura fofa depois de assadas. 

### Batedeira
Uma batedeira possui batedores em vez de lâminas, e é ideal para fazer misturas, bater massas aeradas, claras em neve, etc.